# 다리얀 보야니치
다리얀 보야니치(보스니아어: Darijan Bojanić, 1994년 12월 28일 ~ )는 스웨덴의 축구 선수로 현재 대한민국 K리그1의 울산 현대에서 미드필더로 활동 중이며 K리그 등록명은 보야니치다.

## 경력
스웨덴 벡셰 출신으로, 어머니는 보스니아계이고, 아버지는 크로아티아계다. 그의 부모는 유고슬라비아 전쟁 시기에 보스니아 헤르체고비나에서 탈출했다. 2010년에 스웨덴 수페레탄 소속 축구 클럽인 외스테르스 IF에 입단했고, 2012년 시즌에서 팀의 알스벤스칸 승격에 기여했다.
2013년 8월에 IFK 예테보리로 이적했으나, 2014년 7월에 헬싱보리 IF로 자리를 옮겼다. 그러나 헬싱보리가 2016년 알스벤스칸 시즌에서 강등당하자 2017년에 외스테르순드 FK로 임대되었다. 2018년 수페레탄 시즌에서는 29경기에서 6골 13도움을 기록하여 헬싱보리의 알스벤스칸 승격에 기여했다.
2018년 11월에 함마르뷔 IF로 이적했고, 2019년 알스벤스칸 시즌에서 4골 11도움을 기록했다. 함마르뷔는 2019년 시즌을 3위로 마감했다. 또한 2019년 10월 이 달의 알스벤스칸 선수로 선정되었고, 같은 해에 함마르뷔 팬들이 선정한 이번 시즌의 선수로 선정되는 영예를 안았다. 2020-21년 스벤스카 쿠펜에서는 함마르뷔의 우승에 기여했다. 2022년 11월에 대한민국 K리그 소속 축구 클럽인 울산 현대 축구단에 합류했다.

## 수상

### 클럽

#### 울산 현대
- K리그 우승 2회 (2023년, 2024년)